# Jerzy Niezbrzycki
Jerzy Antoni Niezbrzycki, ps. „Ryszard Wraga”, „Bernard Andrews” (ur. 28 lipca 1902 w Winnicy, zm. 30 stycznia 1968 w Leesburgu) – kapitan piechoty Wojska Polskiego, oficer polskiego wywiadu wojskowego, m.in. kierownik Referatu „Wschód” Oddziału II Sztabu Głównego Wojska Polskiego, polski sowietolog i pisarz.

## Życiorys
Od końca 1916 brał udział w tajnych pracach niepodległościowych, w 1917 wstąpił do Polskiej Organizacji Wojskowej. W grudniu 1918 został dowódcą harcerskiego oddziału dywersyjnego. W 1919 przeprowadził kilka udanych ataków, m.in. na stacje kolejowe Koziatyn i Żmerynka, gdzie został aresztowany; udało mu się uciec z aresztu. Następnie został wysłany do Lwowa, co wiązało się z pracą podporządkowanej mu siatki POW KN-3. Podczas wojny polsko-bolszewickiej trzykrotnie przekraczał linię frontu, przy czym został ranny. Organizował pracę wywiadowczą na Ukrainie oraz w Besarabii. Jako adiutant komendanta okręgu czarnomorskiego (KC-2) kilkakrotnie przedostawał się przez granicę rumuńsko- sowiecką.
W 1921 r. rozpoczął służbę w Oddziale II Sztabu Generalnego WP i pełnił ją nieprzerwanie do 1939 r., stając się „liderem kierunku wschodniego i niezaprzeczalnie jego szarą eminencją”. W 1928 r. objął pod przykrywką dyplomatyczną kierownictwo placówki O-2 w Kijowie. Przeprowadził szereg ryzykownych penetracji jednostek wojskowych. W 1930 znalazł się w Referacie Wschód Oddziału II Sztabu Głównego, w dwa lata później został jego kierownikiem. Jego najbliższymi współpracownikami byli: kapitan Jan Urjasz, kapitan Bogdan Butkiewicz i rotmistrz Jan Zakrzewski, a także porucznik Michał Telatycki i porucznik Michał Baliński. Kapitan Jerzy Niezbrzycki był znawcą problematyki sowieckiej, o czym świadczyły jego teksty publicystyczne, a także poważniejsze szkice i studia drukowane pod pseudonimem Ryszard Wraga na łamach prasy, przede wszystkim zaś elitarnego dwutygodnika Bunt Młodych, (później Polityka) redagowanych przez Jerzego Giedroycia.
W lipcu 1939 zajmował się pracami nad sformowaniem w Polsce czechosłowackiej jednostki wojskowej gen. Lwa Prchali, pełniąc funkcję oficera do spraw tworzenia Legionu Czechów i Słowaków przy Szefie Sztabu Głównego WP. Po agresji III Rzeszy na Polskę znajdował  się w drugim rzucie Sztabu Naczelnego Wodza, z którym po agresji ZSRR na Polskę 17 września 1939 przekroczył granicę polsko-rumuńską. Na osobiste polecenie marszałka Edwarda Śmigłego-Rydza odwołany wówczas ze stanowiska kierownika Referatu „W” i skierowany do Bukaresztu dla rozpoczęcia organizacji sieci wywiadowczej w okupowanej przez Niemcy i ZSRR Polsce. Nawiązał częściową współpracę wywiadowczą z Rumunami. Efektem jego działań było stworzenie niezależnej i działającej w  konspiracji  stacji  łącznikowej i ekspozytury polskiego wywiadu. Prace przerwała choroba -  do grudnia 1939 przebywał w szpitalu w Bukareszcie z rozpoznaniem kamicy nerkowej. Po wyjściu ze szpitala zameldował swój powrót do służby płk. Tadeuszowi Wasilewskiemu, który polecił mu przekazać agenturę, zdać bieżące sprawy w Rumunii i wyjechać do Paryża. Na początku stycznia 1940 w Belgradzie przekazał kierownictwo agentury Referatu „W”, ulokowanej w Europie Środkowej i na Bałkanach, ppłk. Tadeuszowi Skinderowi, zaś 20 stycznia 1940 zameldował się u szefa Oddziału II Sztabu Naczelnego Wodza w Paryżu. Został odsunięty od czynnej służby w wywiadzie, pozostając w dyspozycji szefa Oddziału II. We Francji uczestniczył w kursach oficerskich i prowadził wykłady z zakresu problematyki sowietologicznej.
Po upadku Francji przedostał się do Wielkiej Brytanii, gdzie został osadzony w karnym obozie oficerskim w Rothesay na wyspie Bute. W latach 1941–1942 był wykładowcą w Szkole Oficerów Wywiadu, skąd został  usunięty  po  oskarżeniu  swych przełożonych - płk Stefana Mayera i płk Stanisława Gano o niepodjęcie czynności służbowych przeciw szefowi Referatu Zachód mjr. Janowi Żychoniowi podejrzanemu (wg Niezbrzyckiego) o działanie na rzecz wywiadu niemieckiego. Sąd wojskowy Polskich Sił Zbrojnych nie zakwestionował przedstawionych zarzutów wobec Żychonia ograniczając się do funkcji rozjemcy. W konsekwencji, w połowie lutego 1944 major Jan Żychoń zrezygnował ze stanowiska.
Po II wojnie światowej został zatrudniony w Ministerstwie Informacji Rządu RP na uchodźstwie. W latach 1945–1949 przebywał w Londynie, wykładał w Polskim Instytucie Spraw Wschodnich i Wolnym Uniwersytecie Polskim w Londynie, udzielał też konsultacji brytyjskim służbom specjalnym. W latach 1949–1958 zamieszkał w Paryżu, był konsultantem do spraw sowieckich Ministerstwa Spraw Zagranicznych Francji.  Dobrze zapowiadającą się współpracę z wydawanym w Paryżu miesięcznikiem „Kultura” zerwał, kiedy przedwojenny przyjaciel redaktor Jerzy Giedroyć zakwestionował jego zarzuty pod adresem Czesława Miłosza, który zdaniem Niezbrzyckiego, był agentem wywiadu PRL. Ok. 1959 wyemigrował do Stanów Zjednoczonych, gdzie najpierw był konsultantem w Bibliotece Kongresu USA, a następnie pracownikiem naukowym w czołowym amerykańskim ośrodku badań sowietologicznych – Instytucie Hoovera na Uniwersytecie Stanforda. Został ekspertem od spraw sowieckich Centralnej Agencji Wywiadowczej (CIA), nie był jednak ani agentem, ani stałym pracownikiem amerykańskiego wywiadu. Opublikował kilka tekstów dotyczących ZSRR, a także fragmenty wspomnień. Zwarte opracowanie,  opisujące aferę  „MOR-TRUST” pozostało w rękopisie, który znajduje się w  kolekcji jego imienia w Instytucie Józefa Piłsudskiego w Nowym Jorku.

## Życie prywatne
Od 1923 żonaty z Haliną Dybczyńską, z którą miał córkę Teresę Iwonę (ur. 1927). Małżeństwo nie było szczęśliwe i od 1934 małżonkowie pozostawali w separacji.

## Awanse służbowe
- porucznik – ze starszeństwem z dniem 15 sierpnia 1924 r.
- kapitan – 27 czerwca 1935 r. ze starszeństwem z dniem 1 stycznia 1935 r. i 91 lokatą w korpusie oficerów zawodowych piechoty

## Ordery i odznaczenia
- Krzyż Niepodległości z Mieczami (16 września 1931)[6]
- Krzyż Kawalerski Orderu Odrodzenia Polski (11 listopada 1934)[7]
- Krzyż Walecznych (dwukrotnie)
- Srebrny Krzyż Zasługi (19 marca 1931)[8]
- Order Krzyża Orła V klasy (Estonia, 1933)[9]

## Publikacje
- Ryszard Wraga, Rola i zadania emigracji polskiej, 1945.
- Ryszard Wraga, Ustrój sowiecki: marksizm a stalinizm, komunizm a sowietyzacja Rzym 1945, Nakładem Oddziału Kultury i Pracy 2 Korpusu, seria Biblioteka Białego Orła.
- Ryszard Wraga, Wojna sowiecko-niemiecka, 1941–1945, Rzym 1945, Nakładem Oddziału Kultury i Prasy 2. Korpusu ,seria Biblioteka Białego Orła.
- Ryszard Wraga, O rewolucji, Rzym 1945, Nakładem Oddziału Kultury i Prasy 2. Korpusu,seria Biblioteka Białego Orła.
- Ryszard Wraga, Sowieckie republiki: środkowo-azjatyckie, Rzym 1945, Nakładem Oddziału Kultury i Prasy 2. Korpusu, Seria Biblioteka Białego Orła.
- Richard Wraga, Integral communism: a program for action; analysis of the eighty-one party statement. Introd. by Peter S.H. Tang, Washington 1961, Research Institute on the Sino-Soviet Bloc. Research Institute on the Sino-Soviet Bloc. Studies. Monograph series, no. 2.